# Czaje
Czaje – wieś w Polsce położona w województwie podlaskim, w powiecie siemiatyckim, w gminie Grodzisk.
| SIMC    | Nazwa     | Rodzaj    |
| ------- | --------- | --------- |
| 1012229 | Gościniec | część wsi |

W latach 1975–1998 miejscowość administracyjnie należała do województwa białostockiego.

## Historia
Pod koniec XIX wieku wieś i dobra w powiecie bielskim, gubernia grodzieńska, gmina Grodzisk. 
Wieś z sąsiednim Małyszczynem miała powierzchnię 437 dziesięcin. Dobra Czaje: w części Szczuków o powierzchni 2222 dziesięcin, w części własność skarbowa – 1110 dziesięcin.

## Obiekty zabytkowe
- kapliczka obok szkoły, pochodząca z połowy XIX, nr rej.:127 z 11.08.1958[8].

## Inne
Z miejscowości Czaje pochodzi Tadeusz Godlewski, polski nauczyciel, działacz opozycyjny, poseł na Sejm I kadencji.